# РВВ (видавництво)
«РВВ» або «Видавець Рябцев» — українське видавництво, створене 2011 року та офіційно зареєстроване як підприємство 3 жовтня 2016 року. Внесене до державного реєстру видавців 6.08.2023 р. Спеціалізується на публікації історичних досліджень та історичних документів, зокрема переписів населення України 16-19 ст.
Засновник, власник, головний редактор — Віталій Володимирович Рябцев.

## Книги видавництва

### Серія «Джерела до вивчення козацтва»
- «Присяга Чернігівського полку 1718 року», упорядники Горобець С. М., Ситий І. М. (Чернігів, 2011);
- «Чернігівська переписна книга 1666 року», упорядники Горобець С. М., Ситий І. М. (Чернігів, 2013), книга отримала ІІІ місце в номінації «Наукова література» в чернігівському обласному конкурсі «Краща книга року — 2013»[4]
- «Ревізія Чернігівського полку 1732 року», упорядники Горобець С. М., Ситий І. М. (Чернігів, 2014)
- «Присяга Війська Запорозького Низового 1762 року», упорядник Синяк І. Л. (Чернігів, 2015),
- «Присяга Стародубського полку», упорядники Горобець С. М., Ситий І. М. (Чернігів, 2017), книга отримала І місце в номінації «Наукова література» в чернігівському обласному конкурсі «Краща книга року — 2017»[5]
- «Переписи Чернігівщини 1638 та 1713 років», упорядники Горобець С. М., Ситий І. М., Потьомкін А. П. (Кам'янець-Подільський, 2022)
- «Присяга Чернігівського полку 1718 року», видання друге, упорядники Горобець С. М., Ситий І. М. (Кам'янець-Подільський, 2022)
- «Чернігівська переписна книга 1666 року», видання друге, упорядники Горобець С. М., Ситий І. М. (Кам'янець-Подільський, 2022)
- «Присяга Війська Запорозького Низового 1762 року», видання друге, упорядник Синяк І. Л. (Кам'янець-Подільський, 2022)
- «Присяга Охотницьких полків 1718 року», упорядник Синяк І. Л. (Кам'янець-Подільський, 2022)
- «Присяга Лубенського полку 1718 року», упорядник Різніченко О. С. (Кам'янець-Подільський, 2023)
- «Мазепина книга. Перепис маєтностей ясновельможного пана гетьмана 1726 року», упорядник Ситий І. М. (Кам'янець-Подільський, 2023)
- «Присяга Гадяцького полку 1718 року», видання друге, Синяк І. Л. (Запоріжжя, 2023)
- «Присяга козацьких полків, що були у поході 1718 року», Алфьоров О. А., Різніченко О. С. (Запоріжжя, 2023)
- «Переписна книга Сумського полку 1691 року», Алфьоров О. А., Різніченко О. С. (Запоріжжя, 2023)
- «Відомості про Залінійні поселення Полтавського полку 1762 року», Сухомлин О. Д. (Запоріжжя 2023)
- «Переписи Чернігівщини 1638 та 1713 років», видання друге, упорядники Горобець С. М., Ситий І. М., Потьомкін А. П., Кулаковський П. М. (Кам'янець-Подільський, 2022)

### Серія «Архівний ключ»
- «Руська (Волинська) метрика 1569—1572, 1574», упорядники Кулаковський П. М., Святець Ю. А. (Кам'янець-Подільський, 2022)
- «Вінницьке намісництво (деканат) Русько-Католицької Церкви у XVIII ст.: дослідження, публікація актів візитацій», автори Зінченко А. Л., Петренко О. С. (Запоріжжя, 2023)

### Серія морської науково-популярної літератури «Мартин»
- «Френсіс Дрейк. Життя та неймовірні пригоди королівського корсара», Губарев В. К. (Запоріжжя, 2023)
- «Генрі Морган. Хроніка життя адмірала піратів. Карибського моря», Губарев В. К. (Запоріжжя, 2024)

### Серія «Музейний ключ»
- «Артилерія XIV—XVIII століть з фондів Львівського історичного музею», Верхотурова М. А. (Запоріжжя, 2023)

### Серія «Археологічний ключ»
- Археологія Сумщини. Пам'ятки селітроварного виробництва Південної Сіверщини XVII ст., Осадчий Є. М., Коротя О. В. (Запоріжжя, 2024)

### Серія історичних романів «Гайстер»
- «Кульгавець», Марія Букрій (Запоріжжя, 2023)
- «Чорний лебідь», Рафаель Сабатіні (Запоріжжя, 2023)
- «Сумно ангел зітхнув», Наталія Кавера-Безюк (Запоріжжя, 2024)

### Інші книги
- «Слов'янська міфологія» (оновлене видання), Олександр Гейштор, (Запоріжжя, 2024) — спільно з видавництвом «Кліо».